# Верхняя Гвинея

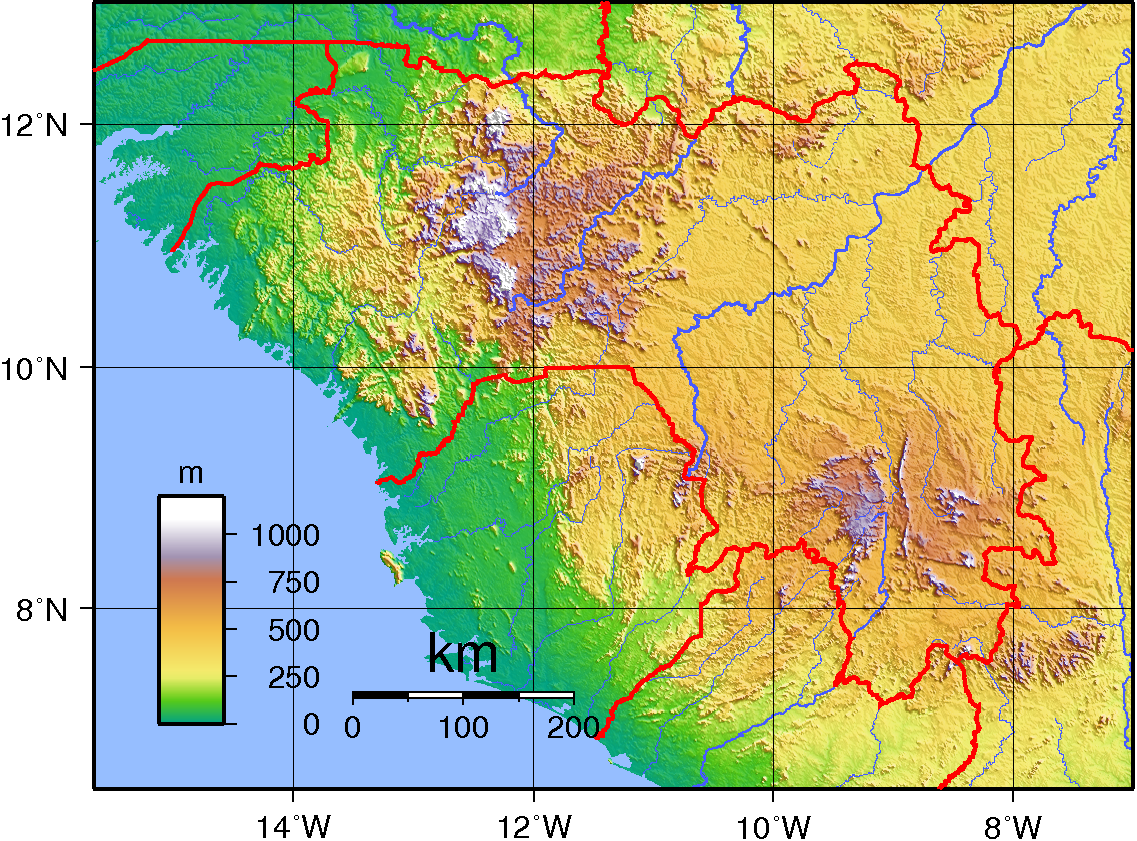
Карта Гвинеи. Верхняя Гвинея - это территория между двумя показанными горными регионами

Верхняя Гвинея — природная область Африки, прилегающая к Атлантическому океану и Гвинейскому заливу между мысом Кабу-Рошу на западе и вершиной залива Биафра на востоке.
Вдоль побережья представляет собой низменную равнину шириной 50 — 200 км. Над ней возвышаются горные массивы и плато Северо-Гвинейской возвышенности (наибольшая высота — гора Бинтимани (1945 м). Северные склоны возвышенности полого снижаются к равнинам Западного Судана.
Климат экваториальный и экваториально-муссонный. Среднемесячные температуры 21—29°С, осадков от 1000—1500 мм на севере до 3000—4000 мм на приморской низменности.
Имеются многочисленные реки (наиболее крупные — Нигер и Вольта). Влажные тропические леса и листопадные леса прибрежной равнины в значительной степени сведены, на заболоченных побережьях и вдоль лагун имеются мангровые леса и кустарники. На Северо-Гвинейской возвышенности преобладают высокотравные саванны, по долинам рек галерейные леса.
В пределах Верхней Гвинеи полностью или частично расположены Гвинея-Бисау, Гвинея, Сьерра-Леоне, Либерия, Кот-д'Ивуар, Гана, Того, Бенин и Нигерия.